# ناحیه کائولاک
ناحیه کائولاک (به لاتین: Kaolack Region) یک منطقهٔ مسکونی در سنگال است که در سنگال واقع شده‌است. ناحیه کائولاک ۵٬۳۵۷ کیلومتر مربع مساحت و ۹۱۸٬۳۵۵ نفر جمعیت دارد.